# Parlamentsvalget i Portugal 1864
Parlamentsvalget i Portugal 1864 blev afholdt den 11. september 1864.

## Partier
- Históricos
- Regeneradores

## Resultater
| Party                           | Votes | %  | Seats     |
| ------------------------------- | ----- | -- | --------- |
| Históricos                      |       | 82 | about 100 |
| Regeneradores                   |       | 18 | 32        |
| Total                           |       |    | 177       |
| Note: Tabellen er ufuldstændig. |       |    |           |
| Kilde:                          |       |    |           |